# Bicker
Bicker är en ort och civil parish i Storbritannien.   Den ligger i grevskapet Lincolnshire och riksdelen England, i den sydöstra delen av landet, 160 km norr om huvudstaden London. Bicker ligger 4 meter över havet och antalet invånare är 826.
Terrängen runt Bicker är mycket platt. Runt Bicker är det ganska tätbefolkat, med 96 invånare per kvadratkilometer. Närmaste större samhälle är Boston, 11,9 km nordost om Bicker. Trakten runt Bicker består till största delen av jordbruksmark.